# 七涧乡
七涧乡，是中华人民共和国四川省南充市营山县曾经下辖的一个乡。2019年10月，撤销七涧乡，将其所属行政区域划归西桥镇管辖。

## 行政区划
七涧乡撤销前下辖以下地区：
七涧村、永角村、四路村、石岩村、灯草村和瓦窑村。